# Peter von Wobeser
Peter von Wobeser (* 1670; † 1721?) war ein kaiserlicher Generalfeldwachtmeister.

## Leben

### Herkunft und Familie
Peter von Wobeser stammte aus der pommerschen uradligen Familie Wobeser. Sein Vater George Wotislaw von Wobeser war Gutsherr auf Schurow im Kreis Stolp; seine Mutter Anna war eine geborene von Puttkamer. Peter von Wobeser hatte acht Brüder und fünf Schwestern. Er war verheiratet und hatte eine Tochter, welche Hofdame bei Kaiserin Maria Theresia war.

### Werdegang
Peter von Wobeser bestritt in der Kaiserlichen Armee eine Offizierslaufbahn. Er nahm am Spanischen Erbfolgekrieg teil. Mit seiner 1703, teils von den schlesischen Ständen, teils von ihm selbst als Obristlieutenant geworbene Formation („Regiment Wobeser“), bestehend aus acht Kompanien, bekämpfte er auf dem Weg nach Ungarn Aufständische am Jablunkapass. 1704 ging sein Regiment im Infanterieregiment No. 16 unter Damian Hugo von Virmont auf. Kleinere Teile wurden den Regimentern Heister, Thürheim und Deutschmeister zugeteilt.
Als Obrist nahm er am Gefecht von Zagra teil. Er erhielt in Siebenbürgen am 11. Mai 1716 seine Beförderung zum Generalfeldwachtmeister und nahm im selben Jahr an der Belagerung von Belgrad teil, agierte anschließend im Banat. Er nahm 1719 bis 1720 am Krieg der Quadrupelallianz in Sizilien teil, wurde schließlich nach Neapel versetzt.
Peter von Wobeser führte während seiner Tour unbeanstandet den Freiherrntitel.